# Quantico (phim truyền hình)
Quantico (tựa tiếng Việt: Học viện điệp viên) là một bộ phim truyền hình dài tập sáng lập bởi Joshua Safran và được công chiếu trên kênh ABC vào ngày 27 tháng 9 năm 2015. Phim có sự tham gia của các diễn viên: Priyanka Chopra, Josh Hopkins, Jake McLaughlin, Aunjanue Ellis, Yasmine Al Massri, Johanna Braddy, Tate Ellington, Graham Rogers, Anabelle Acosta, Russell Tovey, Pearl Thusi, Aarón Díaz và Blair Underwood.
ABC chiếu phần đầu tiên với tất cả 22 tập. Vào ngày 3 tháng 3 năm 2016, ABC làm mới phần 2 của Quantico và được công chiếu vào ngày 25 tháng 9. Bộ phim cũng nhận được những đánh giá tích cực từ phía các nhà phê bình và đạt được hơn 8 triệu người xem do Nielsen ratings thống kê trong phần đầu tiên.

## Tóm tắt
Một nhóm các tân binh của FBI chiến đấu theo cách của họ thông qua việc đào tạo tại học viện ở Quantico, Virginia, không lường trước được rằng một trong số họ là chủ mưu của vụ tấn công khủng bố lớn nhất kể từ sự kiện 11 tháng 9. Sau khi bị sa thải bởi FBI, Alex được chiêu mộ bởi CIA và bị vướng vào những âm mưu có quy mô toàn cầu.

## Diễn viên và nhân vật

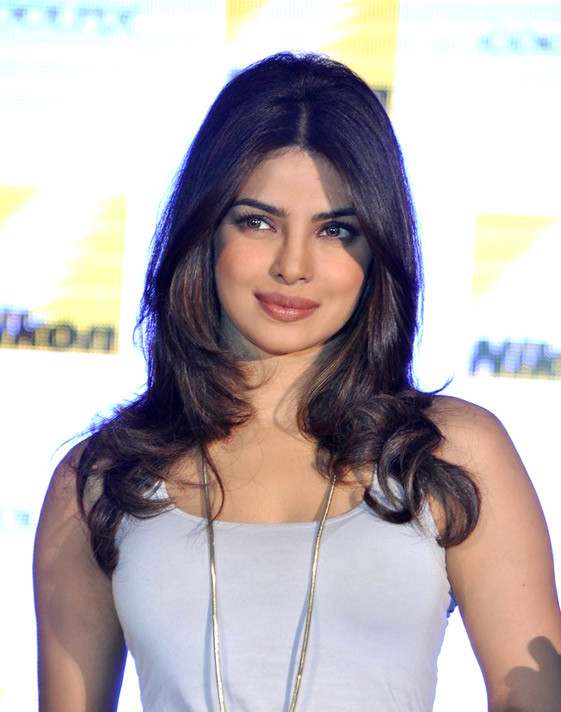
Priyanka Chopra là nữ diễn viên thủ vai đặc vụ FBI Alex Parrish và là nhân vật trọng tâm trong phim

- Priyanka Chopra trong vai Alexandra "Alex" Parrish, một đặc vụ FBI đầy hứa hẹn vô tình trở thành kẻ bị tình nghi trong một vụ tấn công khủng bố. Bị gài bẫy, cô phải chạy trốn để truy tìm những kẻ chịu trách nhiệm và rửa sạch thanh danh của mình. Cuối phần 1, Alex bị sa thải bởi FBI và được trao cơ hội để làm việc cho CIA.
- Josh Hopkins trong vai Liam O'Connor, một đặc vụ FBI dày dạn kinh nghiệm, bị giáng chức để trở thành giáo viên tại học viện FBI. Ông và cha của Alex đã tốt nghiệp từ học viện FBI nhiều năm trước và một trong những nhiệm vụ bí mật đầu tiên của họ ở Omaha bị lộ khiến hơn 200 người bị giết. Ông cũng đã có quan hệ tình một đêm với Alex vào đêm giao thừa năm mới. Alex và Ryan giết Liam sau khi mình bị lộ là một kẻ khủng bố (Phần một)
- Jake McLaughlin trong vai Ryan Booth, một đặc vụ ngầm của FBI, người được giao nhiệm vụ theo dõi Alex, nhưng đã yêu cô ấy. Anh tiếp quản vai trò của Miranda như tư vấn viên. Ryan hiện đang làm việc trong Văn phòng New York và chiếm lấy vị trí của Hanna Wyland được trao cho anh bởi Liam O'Connor
- Aunjanue Ellis trong vai Miranda Shaw, trợ lý Giám đốc của Học viện FBI, giám đốc chương trình đào tạo ở Quantico và là cố vấn của Alex. Bà bị loại bỏ khỏi vai trò uy tín của mình tại Quantico sau khi cho phép một nhiệm vụ bí mật liên quan đến một thực tập sinh tên là Raina tiếp tục được diễn ra. Cuối phần 1, Miranda được đề xuất chức vụ Phó Giám đốc.
- Yasmine Al Massri trong vai Nimah và Raina Amin, cặp song sinh được đưa vào chương trình bởi Miranda để giả dạng thành một người dưới cái tên Nimah
- Johanna Braddy trong vai Shelby Wyatt, bạn thân của Alex và là một tay súng xuất sắc. Gia đình của cô khá giàu có và sở hữu một vài tập đoàn. Cha mẹ của Shelby được cho là đã thiệt mạng vào ngày 11 tháng 9, dẫn đến việc cô gia nhập FBI để cố gắng ngăn chặn các cuộc tấn công khủng bố trong tương lai. Sau này, cô phát hiện cha mẹ của mình làm giả cái chết của họ sau khi vô tình bán phần mềm vũ khí cho Taliban. Vào cuối phần 1, Miranda đã phục chức đặc vụ cho Shelby.
- Tate Ellington trong vai Simon Asher, là một người Do Thái và có một niềm đam mê với Nimah và Raina, những người phát hiện ra rằng anh đã dành một phần trong đời của mình ở Gaza. Simon đã chính thức bị đuổi khỏi Quantico, nhưng có vỏ bọc là một điệp viên ngầm, người đang nằm trong tay bọn khủng bố. Cuối phần 1, Simon hy sinh thân mình để cứu sống cả nhóm bằng cách cầm quả bom và lái nó ra khỏi một cây cầu. (Phần một)
- Graham Rogers trong vai Caleb Haas, người ban đầu thi trượt đặc vụ của Học viện, nhưng được mang trở lại để đào tạo thành một nhà phân tích, và sau đó được phục chức như một đặc vụ tân binh một lần nữa. Trước vụ tấn công Nhà ga Trung tâm ở New York, Caleb được chỉ định làm nhà phân tích ở San Diego, nhưng lại yêu cầu chuyển đến New York (Phần một).
- Anabelle Acosta trong vai Natalie Vasquez, cựu đối thủ của Alex tại Học viện cũng như là trái tim của Ryan. Trong những sự kiện sau vụ tấn công, cô đã trở thành một đặc vụ FBI và là một trong những đặc vụ săn đuổi Alex. Một thời gian ngắn sau khi Natalie giúp Alex phát hiện kẻ khủng bố thật sự, cô ấy bị giết bởi một vụ nổ. (Phần một)

## Sản xuất

### Phát triển
Vào ngày 17 tháng 9 năm 2014, kênh ABCcông bố họ đã mua lại ý tưởng gốc cho loạt phim được viết bởi Joshua Safran và được sản xuất bởi Mark Gordon Company, mô tả như phim Grey's Anatomy gặp Homeland. ABC phát triển tập Pilot vào ngày 23 tháng 1 năm 2015 cho mùa phim truyền hình năm 2015–16. Tập Pilot được quay phim tại Atlanta và được đạo diễn bởi Marc Munden. Vào ngày 7 tháng 5 năm 2015, ABC phát triển 13 tập phim đầu tiên, sau đó chiếu nguyên phần 1 vào ngày 13 tháng 10 năm 2015. Ngày 3 tháng 3 năm 2016, ABC xác nhận sẽ sản xuất phần 2 cho Quantico.

### Quay phim
Tập phim Pilot được quay ở Atlanta, sau đó loạt phim di chuyển đến Quebec, đặc biệt là khu vực Montreal vào cuối mùa hè năm 2015, sử dụng phim trường trong trung tâm thành phố Montreal và Sherbrooke để làm bối cảnh cho thành phố New York và Quantico. Việc sản xuất 13 tập phim đầu tiên bắt đầu vào ngày 20 tháng 7 và kết thúc vào ngày 17 tháng 12 năm 2015. Phần 1 được tiếp tục sản xuất tại Montreal cho đến tập cuối cùng, với việc sản xuất phần 2 được diễn ra tại New York. Việc sản xuất phim được bắt đầu vào tháng 7 năm 2016.